# Vüqar Ələkbərov
Vugar Mursal Alakbarov (in azero Vüqar Mursal Ələkbərov; Mingəçevir, 5 gennaio 1981) è un pugile azero.

## Palmarès
- Giochi olimpici

Sydney 2000: bronzo nei pesi medi.